# Saint-Michel-de-Maurienne
Saint-Michel-de-Maurienne es una comuna francesa situada a orillas del río Arc, en el departamento de Saboya, de la región de Auvernia-Ródano-Alpes.

## Demografía
| 3 958 | 3 978 | 3 743 | 3 418 | 2 919 | 2 714 | 2 770 | 2 472 |
| Para los censos de 1962 a 1999 la población legal corresponde a la población sin duplicidades (Fuente: INSEE [Consultar]) |       |       |       |       |       |       |       |